# 麥金農冰川
70°38′S 67°45′E / 70.633°S 67.750°E
麥金農冰川（英語：McKinnon Glacier）是南極洲的冰川，位於麥克羅伯特森地，處於查爾斯王子山脈中阿拉米斯山脈東部，澳大利亞探險隊在1956年首次踏足該冰川。